# Rolf Hallberg
Rolf O. Hallberg, född 1937, är en svensk geokemist. Han disputerade 1972 vid Stockholms universitet där han senare blivit professor i mikrobiell geokemi. Han blev 1995 ledamot av Vetenskapsakademien.